# 吉柳伊河
吉柳伊河（羅馬化：Gilyuy）是俄羅斯的河流，由阿穆爾州負責管轄，屬於結雅河的右支流，河道全長545公里，流域面22,500平方公里，發源自外興安嶺，河水主要來自融雪。